# Улусук
Улусук — река в России, протекает по Онгудайскому району Республики Алтай. Устье реки находится в 60 км от устья реки Кадрин по правому берегу. Длина реки составляет 34 км.

## Притоки
- 2 км: Тайозен (лв)
  - 5 км: Шараш (лв)
  - Моштуайры (лв)
- Кылканду (лв)
- 12 км: Курусай (пр)
- Алтыгыкоксу (лв)

## Данные водного реестра
По данным государственного водного реестра России относится к Верхнеобскому бассейновому округу, водохозяйственный участок реки — Катунь, речной подбассейн реки — Бия и Катунь. Речной бассейн реки — (Верхняя) Обь до впадения Иртыша.